# فريدة أروش
فريدة عروش (مواليد 30 سبتمبر 1980) سيدة جزائرية وماستر دولي (WIM، 002) وفازت ببطولة إفريقيا للشطرنج للسيدات (2003).

## السيرة الذاتية
شاركت فريدة أروش في بطولة العالم للشباب في الشطرنج بمختلف الفئات العمرية. في عام 2001، فازت في القاهرة بالميدالية الفضية في بطولة الشطرنج الأفريقية للسيدات. في عام 2003، فازت ببطولة الشطرنج الأفريقية للسيدات في أبوجا. في عام 2003، لعبت فريدة أروش للجزائر في دورة ألعاب عموم إفريقيا للشطرنج وفازت بالميدالية الذهبية للفريق.
في عام 2000 شاركت فريدة أروش في بطولة العالم للسيدات في الشطرنج بنظام خروج المغلوب:
- في بطولة النساء الدولية للشطرنج 2001، وخسرت من الجولة الأولى أمام زو يوهوا.[8]
- في بطولة النساء الدولية للشطرنج 2004،وخسرت من الجولة الأولى أمام مايا تشيبوردانيدزه.[9]

لعبت فريدة أروش للجزائر في أولمبياد الشطرنج للسيدات:
- عام 1994 في موسكو في الدورة 31. (+4، =5، -3)
- عام 2002 في بليد في الدورة 35.(+3، =8، -2)

## وصلات خارجية
- فريدة أروش على موقع الاتحاد الدولي للشطرنج (الإنجليزية)
- فريدة أروش على موقع مباريات الشطرنج (الإنجليزية)
- فريدة أروش على موقع 365Chess.com (الإنجليزية)
- فريدة أروش على موقع Chesstempo.com (الإنجليزية)
- فريدة أروش سجل أولمبياد الشطرنج للسيدات على موقع OlimpBase.org (الإنجليزية)